# Liste der Kulturdenkmale in Rustenfelde
Die Liste der Kulturdenkmale in Rustenfelde umfasst die als Ensembles, Einzeldenkmale und Bodendenkmale erfassten Kulturdenkmale in der thüringischen Gemeinde Rustenfelde und ihrer Ortsteile (Stand: 11. Februar 2025).
Die Angaben in der Liste ersetzen nicht die rechtsverbindliche Auskunft der zuständigen Denkmalschutzbehörde.

## Legende
- Bild: zeigt ein Bild des Kulturdenkmals und gegebenenfalls einen Link zu weiteren Fotos des Kulturdenkmals im Medienarchiv Wikimedia Commons
- Bezeichnung: Name, Bezeichnung oder die Art des Kulturdenkmals
- Lage: Wenn vorhanden Straßenname und Hausnummer des Kulturdenkmals; Grundsortierung der Liste erfolgt nach dieser Adresse. Der Link Karte führt zu verschiedenen Kartendarstellungen und nennt die Koordinaten des Kulturdenkmals.
 Kartenansicht, um Koordinaten zu setzen – in dieser Kartenansicht sind Kulturdenkmale ohne Koordinaten mit einem roten bzw. orangen Marker dargestellt und können in der Karte gesetzt werden. Kulturdenkmale ohne Bild sind mit einem blauen bzw. roten Marker gekennzeichnet, Kulturdenkmale mit Bild mit einem grünen bzw. orangen Marker.
- Datierung: gibt das Jahr der Fertigstellung beziehungsweise das Datum der Erstnennung oder den Zeitraum der Errichtung an
- Beschreibung: bauliche und geschichtliche Einzelheiten des Kulturdenkmals, vorzugsweise die Denkmaleigenschaften
- ID: Die ID identifiziert das Kulturdenkmal eindeutig. In Thüringen sind aktuell keine IDs veröffentlicht. In der ID-Spalte kann sich auch folgendes Icon  befinden, dies führt zu Angaben zu diesem Kulturdenkmal bei Wikidata.

## Einzeldenkmale
| Bild                                    | Bezeichnung                                                                              | Lage                                                           | Datierung | Beschreibung | ID |
| --------------------------------------- | ---------------------------------------------------------------------------------------- | -------------------------------------------------------------- | --------- | ------------ | -- |
| Direkt Bild zu diesem Denkmal hochladen | Wohnhaus                                                                                 | Abendtalweg 10 Flur 5 / Flurstück(e) 140/1                     |           |              |    |
| Direkt Bild zu diesem Denkmal hochladen | Bildstock                                                                                | Abendtalweg o. Nr. Flur 5 / Flurstück(e) 150/1                 |           |              |    |
| Direkt Bild zu diesem Denkmal hochladen | Gehöft                                                                                   | Hauptstraße 10 Flur 5 / Flurstück(e) 514                       |           |              |    |
| Direkt Bild zu diesem Denkmal hochladen | Gemeindeschenke mit Saal / Zur Farbe                                                     | Hauptstraße 14, 15 Flur 5 / Flurstück(e) 68/2, 68/3            |           |              |    |
| Direkt Bild zu diesem Denkmal hochladen | Hospital                                                                                 | Hauptstraße 27 Flur 5 / Flurstück(e) 97                        |           |              |    |
| Direkt Bild zu diesem Denkmal hochladen | Anger mit Angertisch, zwei Linden und Einfriedung                                        | Hauptstraße o. Nr. Flur 5 / Flurstück(e) 494/88                |           |              |    |
| Direkt Bild zu diesem Denkmal hochladen | Bildstock                                                                                | Hauptstraße o. Nr. Flur 5 / Flurstück(e) 107/4                 |           |              |    |
| weitere Bilder Fotos hochladen          | Kirche mit Ausstattung, Kirchhof und Einfriedung / Kath. Filialkirche St. Peter und Paul | Kirchweg o. Nr. Flur 5 / Flurstück(e) 92 (Karte)               |           |              |    |
| Direkt Bild zu diesem Denkmal hochladen | Bildstock                                                                                | Mühlweg o. Nr. Flur 5 / Flurstück(e) 469/209                   |           |              |    |
| Direkt Bild zu diesem Denkmal hochladen | Bildstock                                                                                | hinterm Sportplatz Richtung Burgwalde Flur 2 / Flurstück(e) 91 |           |              |    |

## Bodendenkmale
| Bild                                    | Bezeichnung                                     | Lage                                                                                              | Datierung | Beschreibung | ID |
| --------------------------------------- | ----------------------------------------------- | ------------------------------------------------------------------------------------------------- | --------- | ------------ | -- |
| Direkt Bild zu diesem Denkmal hochladen | Steinkreuz-Rest, Schwedenstein, Bonifatiuskreuz | 200 m v. d. Kirche in einer Mauerecke an der Straße nach Rusteberg. Flur 5 / Flurstück(e) 496/209 |           |              |    |
| weitere Bilder Fotos hochladen          | Die Kunzenburg                                  | Im Wald. Flur 5 / Flurstück(e) 274/195; 275/196, 281/37 (Karte)                                   |           |              |    |